# Campylopus serratus
Campylopus serratus är en bladmossart som beskrevs av Sande Lacoste 1872. Campylopus serratus ingår i släktet nervmossor, och familjen Dicranaceae. Inga underarter finns listade i Catalogue of Life.